# Upemba Nemzeti Park
Az Upemba Nemzeti Park a Kongói Demokratikus Köztársaság délkeleti részén található Katanga tartományában fekszik. Tavakkal – köztük az Upemba-tóval, melyről a park a nevét kapta – tarkított, buja növényzettel borított területe 11 730 km², mely a Kibara fennsík nagyobb részét foglalja el. Északon és nyugaton a Lualaba folyó határolja. A park területe nagyjából 1750 és 1800 m közötti magasságon fekszik. Az éves csapadékmennyiség 1200–1400 mm, február és március a legcsapadékosabb hónap.
Az Upemba Nemzeti Parkot 1939-ben hozták létre. 1800 különféle állatfajnak az élőhelye, melyek közül a legutóbbit csupán 2003-ban fedezték fel. A parkban néhány falu is található. Az utóbbi években az orvvadászok és helyi fegyveres szervezetek jelentős károkat okoztak.  2004. május 28-án például, a Mai Mai  milícia megtámadta a park Lusingában lévő központját. A támadásban több vadőrt és családját megölték, a központot felgyújtották és a vadőrök vezetőjének a családját túszul ejtették.
2005. június 1-én  a  park őrzői megkapták az Abraham természetvédelmi díjat a Kongó-medence biológiai sokszínűségének megőrzésében játszott szerepükért.
A park irányító testülete: l'Institut Congolais pour la Conservation de la Nature (ICCN)
A nemzeti park 1999 óta a világörökség javaslati listáján szerepel.

## Fordítás
- Ez a szócikk részben vagy egészben  az   Upemba Nemzeti Park című angol Wikipédia-szócikk ezen változatának fordításán alapul.  Az eredeti cikk szerkesztőit annak laptörténete sorolja fel. Ez a jelzés csupán a megfogalmazás eredetét és a szerzői jogokat jelzi, nem szolgál a cikkben szereplő információk forrásmegjelöléseként.,